# Benoît Fourneyron
Benoît Fourneyron (Saint-Étienne, 1802 – Parigi, 1867) è stato un ingegnere francese.

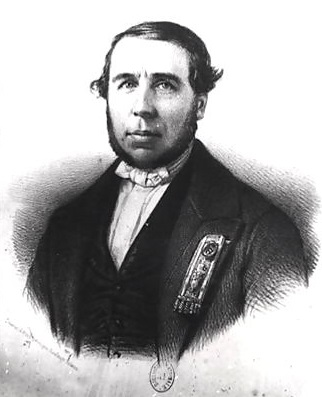

Già introduttore in Francia delle lamiere bianche, a lui si deve la costruzione della prima motrice idraulica moderna.